# カラペッレ
カラペッレ（イタリア語: Carapelle）は、イタリア共和国プッリャ州フォッジャ県にある、人口約6,600人の基礎自治体（コムーネ）。

## 地理

### 位置・広がり

#### 隣接コムーネ
隣接するコムーネは以下の通り。
- チェリニョーラ
- フォッジャ
- マンフレドーニア
- オルドーナ
- オルタ・ノーヴァ